# Jan Żaryn
Jan Krzysztof Żaryn (ur. 13 marca 1958 w Warszawie) – polski historyk, zajmujący się w szczególności historią Kościoła katolickiego w Polsce w XX wieku, historią obozu narodowego oraz dziejami emigracji politycznej po 1945, nauczyciel akademicki, profesor nauk humanistycznych. Senator IX kadencji, w latach 2020–2024 p.o. dyrektora Instytutu Dziedzictwa Myśli Narodowej im. Romana Dmowskiego i Ignacego Jana Paderewskiego.

## Życiorys

### Wykształcenie i działalność naukowa
Absolwent XV Liceum Ogólnokształcącego im. Narcyzy Żmichowskiej w Warszawie. Pod koniec lat 70. uczęszczał na spotkania organizowane przez Towarzystwo Kursów Naukowych. W 1984 ukończył studia na Wydziale Historycznym Uniwersytetu Warszawskiego. Specjalizował się w archiwistyce i pedagogice w ramach ukończonych rok później studiów podyplomowych. W latach 1980–1984 był członkiem zarządu samorządu studenckiego na Wydziale Historycznym UW.
W latach 1984–1990 pracował jako nauczyciel historii w warszawskich liceach ogólnokształcących, głównie w II Liceum Ogólnokształcącym im. Stefana Batorego. Od 1997 do 2006 zatrudniony w Instytucie Historii Polski Polskiej Akademii Nauk im. Tadeusza Manteuffla. W 1996 doktoryzował się tam na podstawie pracy pt. Stosunki między władzą państwową a Kościołem katolickim w Polsce w latach 1945–1950. W grudniu 2000 został zatrudniony w Biurze Edukacji Publicznej Instytutu Pamięci Narodowej. W 2003 został również wykładowcą Uniwersytetu Kardynała Stefana Wyszyńskiego, początkowo jako kierownik katedry Historii Kościoła w Czasach Najnowszych, później jako profesor w tej katedrze oraz w Instytucie Nauk Historycznych UKSW. Od 2003 do 2006 wykładał także na Uniwersytecie Warszawskim. W 2004, na podstawie rozprawy Dzieje Kościoła katolickiego w Polsce 1944–1989, uzyskał w Instytucie Historii PAN stopień doktora habilitowanego. Postanowieniem prezydenta RP z 26 lutego 2013 otrzymał tytuł naukowy profesora nauk humanistycznych.
11 stycznia 2006 został dyrektorem Biura Edukacji Publicznej IPN. 9 kwietnia 2009 usunięto go z tego stanowiska. Decyzję tę podjęto po tym, jak w wywiadzie dla radia Tok FM Jan Żaryn stwierdził, że Lech Wałęsa otrzymał tzw. status pokrzywdzonego bezprawnie. Objął następnie funkcję doradcy prezesa IPN Janusza Kurtyki, którą pełnił do jego śmierci w 2010.
Jego publikacje ukazały się m.in. w „Acta Poloniae Historica”, „Kwartalniku Historycznym”, „Biuletynie IPN”, „Przeglądzie Katolickim”, „Ładzie”, „Gazecie Niedzielnej” w Londynie, „Gazecie Polskiej”, „Arcanach”, „W Sieci”, „Gazecie Polskiej Codziennie” i „Więzi”. W okresie 1995–1998 był redaktorem naczelnym pisma kombatantów NSZ „Szaniec Chrobrego”. W 2012 został redaktorem naczelnym miesięcznika „Na Poważnie”, a w 2013 objął stanowisko redaktora naczelnego miesięcznika „W Sieci Historii”, który powstał w wyniku przekształcenia tego pisma.

### Działalność polityczna i społeczna
Działał w Ruchu Młodej Polski. 10 listopada 1982 został zatrzymany przez funkcjonariuszy Milicji Obywatelskiej podczas nielegalnej demonstracji patriotycznej pod zarzutem brania udziału w zbiegowisku i stawiania czynnego oporu, a następnie osadzony został na Białołęce. Wkrótce zwolniony z aresztu śledczego, natomiast wiosną 1983 został uniewinniony przed sądem rejonowym w Warszawie. W 1985 związał się wraz z żoną ze środowiskiem Studium Kultury Chrześcijańskiej przy kościele św. Trójcy w Warszawie. W 1989 był jednym z twórców Katolickiego Stowarzyszenia Wychowawców, był również prezesem oddziału warszawskiego tej organizacji. W 1989 został członkiem NSZZ „Solidarność”, a w latach 90. filistrem korporacji akademickiej Arkonia.
W wyborach parlamentarnych w 1993 bezskutecznie ubiegał się o mandat poselski z warszawskiej listy komitetu wyborczego Porozumienie Centrum (jako protegowany Wojciecha Ziembińskiego).
W 1998 wstąpił do Towarzystwa Miłośników Historii, a także został członkiem komitetu redakcyjnego „Biblioteki im. św. Jadwigi Królowej”, powołanej przez Towarzystwo im. Stanisława ze Skarbimierza. W 1999 objął funkcję sekretarza Komitetu dla Upamiętnienia Polaków Ratujących Żydów, a w 2004 został przewodniczącym Komisji Historycznej tego komitetu. W latach 2000–2003 był członkiem rady programowej Fundacji Dzieło Nowego Tysiąclecia. W 2007 wszedł w skład rady fundatorów Fundacji „Żołnierzy Wyklętych”. Zasiadł również w radzie historycznej Związku Żołnierzy Narodowych Sił Zbrojnych. W 2010 został przewodniczącym kapituły Nagrody im. Jacka Maziarskiego.
W 2011 objął funkcję prezesa Stowarzyszenia Polska Jest Najważniejsza, powołanego przez członków warszawskiego komitetu poparcia Jarosława Kaczyńskiego w wyborach prezydenckich w 2010. Został również koordynatorem mazowieckich struktur Ruchu Społecznego im. Prezydenta Lecha Kaczyńskiego. W wyborach parlamentarnych w 2011 bez powodzenia startował do Senatu z ramienia Prawa i Sprawiedliwości w okręgu nr 85. W 2012 objął funkcję przewodniczącego Społecznego Komitetu Obchodów Narodowego Dnia Pamięci „Żołnierzy Wyklętych”.
W wyborach parlamentarnych w 2015 ponownie wystartował do Senatu z ramienia PiS (tym razem w okręgu nr 40), uzyskując mandat senatora IX kadencji. W 2018 został powołany w skład rady przy Muzeum II Wojny Światowej w Gdańsku. Objął również funkcję przewodniczącego rady programowej Centrum Pieniądza NBP im. Sławomira S. Skrzypka. Powoływany w skład rady Fundacji Obchodów 100. Rocznicy Odzyskania przez Polskę Niepodległości, rady społecznej Towarzystwa Patriotycznego kierowanego przez Jana Pietrzaka, rady Fundacji „Pomoc Polakom na Wschodzie” im. Jana Olszewskiego, rady programowej Fundacji im. Janusza Kurtyki oraz zarządu Fundacji Józefa Szaniawskiego.
W wyborach parlamentarnych w 2019 bez powodzenia ubiegał się o senacką reelekcję, przegrywając z kandydatką Koalicji Obywatelskiej Jolantą Hibner. W lutym 2020 minister kultury i dziedzictwa narodowego Piotr Gliński powierzył mu pełnienie funkcji dyrektora nowo powołanego Instytutu Dziedzictwa Myśli Narodowej im. Romana Dmowskiego i Ignacego Jana Paderewskiego. Został odwołany z tego stanowiska w kwietniu 2024 przez ministra Bartłomieja Sienkiewicza. Wszedł w skład komitetu wspierającego kandydaturę Karola Nawrockiego na prezydenta RP w wyborach w 2025.

## Wyniki wyborcze
| Wybory | Komitet wyborczy  | Komitet wyborczy       | Organ               | Okręg            | Wynik           |
| ------ | ----------------- | ---------------------- | ------------------- | ---------------- | --------------- |
| 1993   |                   | Porozumienie Centrum   | Sejm II kadencji    | nr 1             | 274 (0,03%)     |
| 2011   |                   | Prawo i Sprawiedliwość | Senat VIII kadencji | nr 85            | 18 700 (19,85%) |
| 2015   | Senat IX kadencji | Prawo i Sprawiedliwość | nr 40               | 119 870 (52,78%) |                 |
| 2019   | Senat X kadencji  | Prawo i Sprawiedliwość | nr 40               | 137 674 (48,48%) |                 |

## Odznaczenia i wyróżnienia
W 2009, za wybitne zasługi w dokumentowaniu i upamiętnianiu prawdy o najnowszej historii Polski, został odznaczony przez prezydenta Lecha Kaczyńskiego Krzyżem Komandorskim Orderu Odrodzenia Polski. W 2021, za wybitne zasługi w upowszechnianiu wiedzy o najnowszej historii Polski, za działalność naukową, społeczną i patriotyczną,  został przez prezydenta Andrzeja Dudę odznaczony Krzyżem Komandorskim z Gwiazdą tego orderu.
W 2005 otrzymał Srebrny Medal „Zasłużony Kulturze Gloria Artis”, a w 2023 Medal Stulecia Odzyskanej Niepodległości oraz Złoty Medal „Zasłużony dla Nauki Polskiej Sapientia et Veritas”.
W 2010 Klub Jagielloński im. św. Kazimierza przyznał mu wyróżnienie dla historyków zajmujących się dziejami najnowszymi w okresie III RP. W 2014 wyróżniony medalem Polonia Mater Nostra Est. W 2015 został honorowym członkiem Stowarzyszenia Studenci dla Rzeczypospolitej. Otrzymał również m.in. Nagrodę im. Jerzego Łojka, Nagrodę im. Ireny i Franciszka Skowyrów, Medal Komitetu Powązkowskiego i Medal „10 lat Instytutu Pamięci Narodowej”.

## Życie prywatne
Syn Stanisława i Aleksandry z domu Jankowskiej. Był ministrantem w kościele św. Aleksandra w Warszawie. Żonaty z Małgorzatą, z zawodu historyczką. Mają troje dzieci: Annę, Stanisława i Krzysztofa.

## Wybrane publikacje
- Głębokie. Historia i zabytki (współautor z Małgorzatą Żaryn), 1992.
- Historia Polski do roku 1795 (współautor z Alicją Dybkowską), 1995.
- Polskie dzieje od czasów najdawniejszych do współczesność (współautor z Alicją Dybkowską i Małgorzatą Żaryn), 1995.
- Kościół a władza w Polsce. 1945–1950, 1997.
- Stolica Apostolska wobec Polski i Polaków w latach 1944–1958 w świetle materiałów ambasady RP przy Watykanie. Wybór dokumentów, 1998.
- Leszek Prorok – człowiek i twórca, 1999.
- Kościół w Polsce w latach przełomu (1953–1958). Relacje ambasadora RP przy Stolicy Apostolskiej, 2000.
- Dzieje Kościoła katolickiego w Polsce (1944–1989), 2003.
- Kościół w PRL, 2004.
- Kościół, naród, człowiek, czyli opowieść optymistyczna o Polakach w XX wieku, 2013.
- Polska na poważnie, 2013.
- Polska pamięć. O historii i polityce historycznej, 2017.
- Polska wobec zagłady Żydów, 2019.